# قلعة الرحبة
تقع قلعة مدينة الرحبة الشامخة بمحيط مدينة الميادين على نهر الفرات في سوريا على خط طول 40.5 شرقا وعلى خط عرض 35 شمالا وعرفت المدينة  حديثا باسم: «الميادين» 

## الموقع والاسم

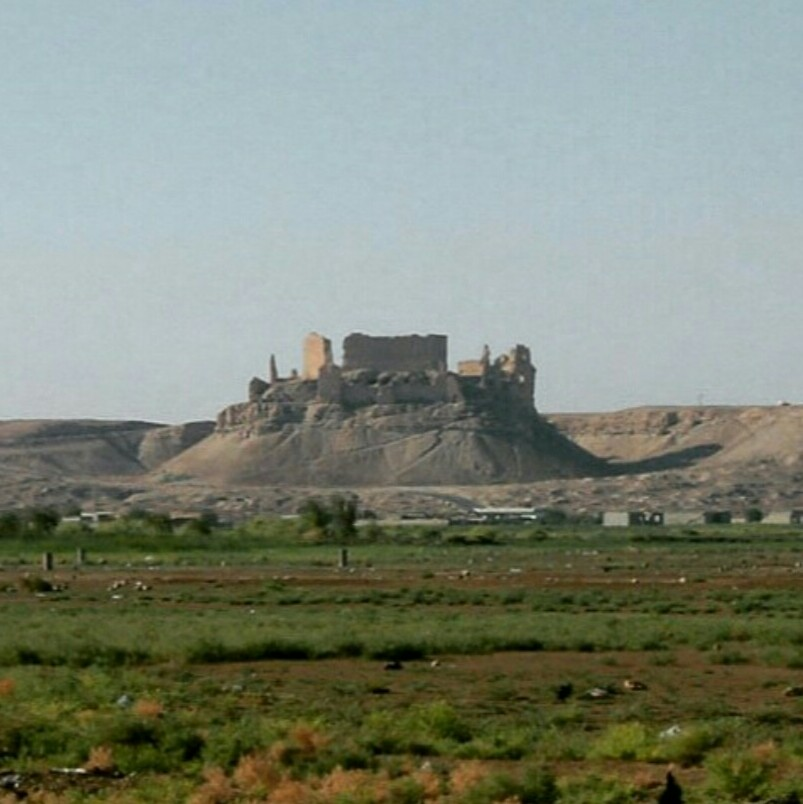
قلعة الرحبة كما تبدو من مدينة الميادين

وتقع مدينة الرحبة القديمة على الضفة اليمنى للفرات ما بين دير الزور في الشمال والصالحية في الجنوب، ويطلق على مدينة الرحبة رحبة الشام أو رحبة مالك بن طوق حيث تقع قلعة الرحبة، وتذكر الروايات العربية أن هذه المدينة عرفت باسم فرضة نُعْم أو الفرضة. ويقال بأنها مدينة قديمة،

## تاريخ الرحبة

تعد مدينة الرحبة من المدن القديمة في العالم.
أنشئت مدينة الرحبة ( على أنقاض مدينة قديمة في نفس المكان ) على يد مالك بن طوق بن عتاب التغلبي في خلافة المأمون، ولذا سميت باسمه، ولما توفي عام 260هـ - 874 م، خلفه على حكم مدينة الرحبة  ابنه أحمد بن مالك الذي طرده منها ابن أبي السراج صاحب الأنبار وطريق الفرات عام 218هـ - 833 م. وقد استولى أبو طاهر القرمطي على مدينة الرحبة عام 316هـ واستباحها  - 827 م.
وكما ذكر ابن حوقل في كتابه صورة الأرض انه في عام 331هجرية دخل من بطون قيس عيلان الكثير ومنهم بني قشير وعقيل وبني كلاب وبني نمير  /اي بعد 15 عاما من استباحه القرامطه لمدينه الرحبه/ فازاحوا من بقي من ربيعه ومضر بل جلها وملكوا  غير بلد  واقليم منها كحران وجسر ومنبج والخابور و الخانوقه و عرابان وقرقيسيا والرحبه في ايديهم يتحكمون في خفائرها و مرافقها
وفي عهد ناصر الدولة الحمداني انتقض جمان التغلبي في الرحبة فذاقت الأمرين في الصراع بينهما ثم انتهى الأمر بطرده. وبعد وفاة ناصر الدولة عام 358هـ - 969 م اشتد الخلاف بين أولاده: حمدان وأبي البركات وأبي تغلب حول الاستئثار بمدينة الرحبة. وأخيرا وقعت الرحبة في يد أبي تغلب فأعاد بناء أسوارها. ثم ضاعت منه في عام 368هـ - 978 م، وانتقلت إلى حوزة عضد الدولة البويهي، ثم اختير بهاء الدين في عام 381هـ - 992 م واليا على الرحبة نزولا على رغبة أهلها. وسرعان ما انتقلت إلى أيدي أبي على بن ثمال الخفاجي الذي قتل واليها عيسى بن خلاط العقيلي.
واستطاع رجل من أهل المدينة يدعى ابن محكان أن يستقل بأمر الرحبة، بمساعدة صالح المرداسي في البداية ثم غدر به ابن محكان حتى يستأثر بحكم الرحبة. وقد فر إلى الرحبة فيما بين عامي 447-450هـ / 1055 م - 1058 م أرسلان البسايسري لينضم إلى المستنصر الخليفة الفاطمي. واستولى عليها من بعده ثمال بن صالح الذي أصبح فيما بعد صاحب الأمر في حلب، وبالرغم من أن ابن عمه محمود أخرجه من حلب عام 458هـ - 1065 م فإنه ظل صاحب الكلمة العليا في الرحبة، وكان يتبعها في ذلك الوقت كل من: الخانوقة، قرقيسيا، دويرة.
وفي عام 479هـ - 1087 م أقطع ملك شاه الرحبة والبلاد التي حولها لمحمد بن شرف الدولة. وفي عام 489هـ - 1069 م استولى كربو قا الحلي على المدينة ونهبها، وانتقلت بعد وفاته عام 497هـ - 1103 م إلى يد قايماز أحد قواد ألب أرسلان ثم إلى يد ترك حسن ثم انتزعها منه سلطان دمشق منه، وأنفذ لحكمها محمد بن السباك الشيباني.
ثم استولى على هذه المدينة غدرا جاولي قائد عماد الدين زنكي في 501هـ - 1107 م. واستولى عليها من بعده عز الدين بن البرسقي عام 521هـ - 1127 م، وقبل وفاته بقليل اقتتل خلفاؤه على حكم الرحبة فانتقلت المدينة إلى الأخ الأصغر عز الدين وحكم جاولي نيابة عنه. وقد احتل قطب الدين ولد زنكي مدينة الرحبة عام 544هـ - 1150 م.
وفي الثاني 12 أغسطس 1157 دمر زلازل مدينتي الرحبة وحماة وغيرها من المدن. وعادت قبيلة خفاجة إلى رحبة الشام وفي إثرهم جنود الحكومة، وهناك شد من أزرها بعض القبائل الرحل فتمكنت من تفريق شمل العدو. ووهب نور الدين الرحبة على الفرات وحمص على العاصي لأسد الدين شيركوه بن أحمد بن شادي الدويني عم صلاح الدين الأيوبي عام 559هـ - 1164 م. وقد عهد صلاح الدين بحكم الرحبة إلى قائد يدعى يوسف بن الملاح. وابتنى شيركوه الرحبة الجديدة على بعد ثلاثة أميال من رحبة طوق بن مالك. وقد ظلت الرحبة الجديدة في حكم أسرة شيركوه قرنا من الزمان، وغدت في عهد هذه الأسرة محطة هامة للقوافل بين الشام والعراق. ونصب بييبرس واليا على الرحبة عام 663هـ - 1264 م.
وفر والي الرحبة سنقر الأشقر الدمشقي الذي تمرد على السلطان قلاوون عام 678هـ - 1279 م، والتجأ إلى الأمير عيسى، ومن هناك طلب حماية أباقا.
وقد حاصر المغول بقيادة أولجايتو مدينة الرحبة وقلعتها عام 712هـ - 1312 م، وفشل حصارهم لها بسبب مناعة اسوار قلعة الرحبة، فترك وراءه المدافع التي كان يحاصر بها القلعة والمدينة، فاستولى المدافعون عليها ونقلوها إلى داخل القلعة. ويذكر أنه وفي عام 732هـ - 1331 م فاض نهر الفرات على البلاد حول الرحبة.

## محاولة دخول المغول
قام بمحاصرتها القائد المغولي أولجايتو سنة 712هـ-1312م ولكن الحصار باء بالفشل، بسبب حصانتها الكبيرة. فيأس من ذلك وتركها وترك المدافع التي جاء بها، فغنم المدافعون عن القلعة هذه المدافع.
بسبب قوة القلعة وعظمتها، ودقة بنائها،
في عام 1312، بدأ السلطان المملوكي، الناصر محمد بن قلاوون، في تشكيل أمراء مماليك خاصين به بدلاً من أمراء الشام. بعد أن قام بتشكيل 46 أميرًا جديدًا، بدأ في القضاء على الأمراء الذين أوصلوه إلى السلطة. تمكن اثنان فقط من الأمراء من الفرار من التطهير: قراسنقر نائب دمشق، وجمال الدين آقوش الأفرم نائب طرابلس، اللذين هربا مع أمير العرب سليمان بن مهنا إلى أراضي الإلخانات مع 600 مملوكي. أقنع أميرا المماليك حاكم الإلخانات، محمد أولجايتو (خربندا)، بالذهاب إلى الرحبة لاعتقادهما بموافقة نائبها بدر الدين موسى بن أبي بكر الأزكشي الكردي الذي عينه جمال الدين آقوش الأفرم على نيابة الرحبة عندما كان نائبا بدمشق لهما في تسليم الرحبة للمغول ولكنه رفض ونظرا لرفضه قرر أولجايتو الهجوم.
انطلق الجيش المغولي في أكتوبر من مدينة الموصل. وعرف جواسيس المماليك في بغداد بذلك وذهبوا لإبلاغ السلطان المملوكي بالغزو القادم. وكانت مسيرة المغول بطيئة، إذ كانت تتحرك تسعة أميال فقط في اليوم، مما سمح للمماليك بالاستعداد قبل وصولهم. وصل المغول إلى أسوار قلعة الرحبة وبدأوا حصار القلعة في 23 ديسمبر أوائل شهر رمضان سنة 712هـ/1312م.
وكانت قلعة الرحبة جيدة التجهيز، ومحصنة، ومجهزة، بقيادة النائب بدر الدين موسى بن أبي بكر الأزكشي. وشن المغول عدة هجمات على الأسوار، وصد المماليك العديد من هجماتهم، مما أدى إلى وقوع خسائر فادحة في صفوف المغول. كان المغول في موقف صعب؛ بدأوا في نفاد المؤن والأعلاف. وترجع المصادر المغولية فشل الحصار إلى الطقس الحار وساهم أیضا في فك الحصار الأسلوب الدعوي الذي اتبعه نائب المملكة القانیة بالدعوة إلى الصلح رغبة في حقن دماء المسلمین، وذلك بوعظ المنجنیقي الذي كان یقصف أسوار قلعة الرحبة، وردعه من انتهاك حرمة شهر رمضان بالقتل والدمار، إضافة إلى تذكیر جوبان لوزیر محمد أولجايتو بأن الإسلام یستوجب علیه مسؤولیة الأخذ بید الملك، ومنعه من تدمیر المدینة، وسفك دماء أهلها دونما مراعاة لحرمة شهر رمضان الفضیل، وحثه الوزير على الدخول معه على محمد أولجايتو لإقناعه بالانسحاب وفك الحصار عن المدینة. رفع المغول الحصار في 26 يناير من العام التالي. وتركوا كل معدات الحصار، وخرجت الحامية المملوكية وأخذت المعدات إلى القلعة، ففرح سكان الرحبة بذلك وعملوا على إظهار الزینة ودقت البشائر في المدینة إلى یوم عید الفطر؛ وفي خطبة العید ذكر الإكام الناس بما من الله علیهم من رفع الحصار وعودة الأمن في المدینة.
وما أن وصل السلطان الناصر محمد بجيشه من مصر إلى بلاد الشام حتى كان خبر رحيل المغول قد وصل إليه، وكان المغول قد نصبوا المصائد للحمام الزاجل أثناء الحصار حتى لا تصل الأخبار إلى مصر والشام. الأمر الذي أفرح السلطان وأدخل السرور على نفسه واصدر مرسومه بضرب البشائر، وشارك بنفسه أهالي دمشق فرحة النصر، ثم قرر التوجه بعد ذلك مـن مقر إقامته بدمشق إلى الدیار المقدسة لأداء فریضة الحج.
لم يعد المغول أبدًا لمهاجمة المماليك مرة أخرى، بدلاً من ذلك انخرطوا في الدبلوماسية مع المماليك. كان فشل الحصار جزءًا من الوضع المتدهور للإلخانات. وكان الاقتصاد يتراجع. تم تقسيم الخانات إلى حكومتين إداريتين. عاد أولجايتو إلى الشرب وتوفي في ديسمبر 1316.